# Whistler (British Columbia)
Die Resort Municipality of Whistler ist ein Ort in der Region Whistler-Blackcomb, im Zentrum des Sea-to-Sky Corridor. Das renommierte Skigebiet im Westen von Kanada, etwa 115 km nordöstlich von Vancouver in British Columbia gelegen, ist nach den beiden Bergen Whistler Mountain und Blackcomb Peak benannt.

## Geschichte
Das Whistler-Tal gilt als traditionelle Handelsroute der Squamish und Lil'wat. Die ersten britischen Besucher nannten das Gebiet London Mountain, doch setzte sich die Benennung nach dem Pfeifen (englisch: whistle) des Murmeltiers durch. 1877 fertiggestellt, verband ein Pfad kurzzeitig Lillooet, Pemberton und Burrard Inlet über einen Pass von Squamish zum Seymour River.
Fallensteller und Prospektoren wie John Millar und Henry Horstman, die kleine Lager einrichteten, wurden von der natürlichen Schönheit des Gebiets angezogen. Mit der Ankunft von Mrytle and Alex Philip aus Maine beziehungsweise Vancouver, die 1914 vier Hektar Land am  Alta Lake erwarben, entstand die erste Lodge (Rainbow Lodge). Sie profitierten davon, dass im selben Jahr die Pacific Great Eastern Railway fertiggestellt wurde, die die Anreisezeit drastisch reduzierte. Die Lodge blieb nicht die einzige, andere folgten. Obwohl vier Sägewerke gewaltige Holzmassen verarbeiteten, fehlte bis in die 1960er-Jahre fast jede Infrastruktur.
Erst 1962 begannen Versuche, aus dem Gebiet ein Skigebiet zu machen – 1966 fuhren die ersten Lifte, die in die Bewerbung für die Olympischen Winterspiele 1968 mündeten. 

## Demographie
Die Volkszählung im Jahr 2021 ergab für die Stadt eine Bevölkerung von 13.982 Einwohnern, nachdem der Zensus im Jahr 2016 für die Gemeinde noch eine Bevölkerung von nur 11.746 Einwohnern ergeben hatte. Die Bevölkerung hat damit im Vergleich zum letzten Zensus im Jahr 2016 deutlich stärker als der Trend in der Provinz um 19,0 % zugenommen, während der Provinzdurchschnitt bei einer Bevölkerungszunahme von 7,6 % lag. Bereits im letzten Zensuszeitraum von 2011 bis 2016 hatte die Bevölkerung weit überdurchschnittlich um 20,7 % zugenommen. Der Zensus im Jahr 2011 ergab für die Kleinstadt eine Bevölkerungszahl von 9.824 Einwohnern und damit einen Bevölkerungszuwachs von 6,2 % zum Jahr 2006, während die Bevölkerung in der gesamten Provinz British Columbia gleichzeitig um 7,0 % anwuchs.

## Politik
Die Zuerkennung der kommunalen Selbstverwaltung für die Gemeinde erfolgte am 6. September 1976 (incorporated als Resort Municipality).
Bürgermeister der Gemeinde ist Jack Crompton. Zusammen mit sechs weiteren Bürgern bildet er den Rat der Kleinstadt (council).

## Sport

Werbung für die Olympischen Winterspiele 2010 in Whistler

Whistler ist wegen seiner Schneesicherheit ein beliebter Wintersportort. An den beiden Bergen Whistler und Blackcomb gibt es zahlreiche Abfahrten verschiedener Schwierigkeitsgrade. Whistler-Blackcomb ist das größte Skigebiet in Nordamerika.
Wiederholt fanden in Whistler Wettbewerbe des Freestyle-Skiing-Weltcup statt. Anfang 2005 fanden hier die Snowboard-Weltmeisterschaften statt. Im Sommer wird einer der größten Bikeparks der Welt betrieben. Für die Alpine Skisaison 2007/2008 wurde Whistler erneut in den Weltcupkalender aufgenommen, im Februar 2008 fanden Wettbewerbe für Frauen und Männer statt.
Im Rahmen der Olympischen Winterspiele 2010 wurden hier im Whistler Sliding Centre die Wettbewerbe im Rennrodel-, Skeleton- und Bob-Sport sowie im Whistler Olympic Park die Wettbewerbe im Biathlon, Skilanglauf, Nordische Kombination und Skispringen ausgetragen. Außerdem wurden im Skigebiet von Whistler-Blackcomb die Wettbewerbe im Ski Alpin ausgetragen.
Whistler ist auch für viele Sportfilmaufnahmen ein bevorzugtes Gebiet, vor allem in den Sportarten Snowboard und Downhill. Der Film Seven Sunny Days wurde zum größten Teil im Ort gedreht und hatte auf dem Skiers Plaza Weltpremiere.
Von 2010 bis 2019 fand jährlich im Juli mit dem Ironman Canada ein Triathlon über die Langdistanz (3,86 km Schwimmen, 180,2 km Radfahren und 42,195 km Laufen) statt.
Im Jahr 1999 wurde der Whistler Mountain Bike Park eröffnet, der heute zu den populärsten Fahrradparks der Welt zählt.

## Verkehr
Whistler liegt am British Columbia Highway 99, der den Ort in Richtung Süden nach etwa 50 Kilometern mit Squamish und nach rund 125 Kilometern mit Vancouver verbindet.
Einzelne Züge des Unternehmens Whistler Mountaineer verkehren vom Bahnhof Whistler bis nach North Vancouver. Ein fahrplanmäßiger Personenverkehr besteht seit Jahren nicht mehr. Gelegentliche touristische Zugverbindungen nach Jasper werden von dem Unternehmen Rocky Mountaineer angeboten, die die Gleise der Canadian National Railway aus Richtung North Vancouver über Whistler und nach Prince George nutzen. Busverbindungen bestehen durch die Whistler and Valley Express-Busse, die bis nach Squamish und Pemberton fahren.
Nördlich von Whistler befindet sich das Whistler/Green Lake Water Aerodrome (ICAO-Code CAE5), ein Flughafen für Wasserflugzeuge, der Whistler mit mehreren Städten der Provinz verbindet. Die meisten Bewohner Whistlers nutzen jedoch den Vancouver International Airport im 125 km entfernten Vancouver.
Öffentlicher Personennahverkehr wird mit mehreren Buslinien durch das „Whistler Transit System“ angeboten, welches von BC Transit in Kooperation betrieben wird. Neben diesen örtlichen Verbindungen besteht durch das „Pemberton Valley Transit System“, welches ebenfalls von BC Transit in Kooperation betrieben wird, eine Verbindung nach Pemberton.

## Klimatabelle
|                       | Jan   | Feb   | Mär  | Apr  | Mai  | Jun  | Jul  | Aug  | Sep  | Okt   | Nov   | Dez   |   |         |
| Mittl. Tagesmax. (°C) | 0,1   | 3,1   | 7,2  | 11,6 | 16   | 19,4 | 22,9 | 23,5 | 19,2 | 11,4  | 3,4   | −0,3  | ⌀ | 11,5    |
| Mittl. Tagesmin. (°C) | −6,1  | −4,3  | −2,6 | 0,1  | 3,7  | 6,9  | 8,8  | 8,6  | 5,4  | 1,7   | −2,2  | −6,0  | ⌀ | 1,2     |
|                       |       |       |      |      |      |      |      |      |      |       |       |       |   |         |
| Niederschlag (mm)     | 157,2 | 119,5 | 96,1 | 75,0 | 66,2 | 58,1 | 47,7 | 47,5 | 63,7 | 147,4 | 188,2 | 162,3 | Σ | 1.228,9 |

| −6,1 |

| −4,3 |

| −2,6 |

| 0,1 |

| 3,7 |

| 6,9 |

| 8,8 |

| 8,6 |

| 5,4 |

| 1,7 |

| −2,2 |

| −6,0 |

| −6,1 |

| −4,3 |

| −2,6 |

| 0,1 |

| 3,7 |

| 6,9 |

| 8,8 |

| 8,6 |

| 5,4 |

| 1,7 |

| −2,2 |

| −6,0 |

## Persönlichkeiten
- Julia Murray (* 1988), Freestyle-Skierin
- Merritt Patterson (* 1990), Schauspielerin
- Natalie Corless (* 2003), Rennrodlerin
- Caitlin Nash (* 2003), Rennrodlerin